# Nokia 6275i
Il Nokia 6275i è un telefono cellulare prodotto dall'azienda finlandese Nokia e messo in commercio nel 2007. È la versione "candybar" del Nokia 6265.

## Caratteristiche
- Dimensioni: 109 x 43 x 17 mm
- Massa: 105 g
- Risoluzione display: 240 x 320 pixel a 262 144 colori
- Durata batteria in conversazione: 3.5 ore
- Durata batteria in standby: 240 ore (10 giorni)
- Fotocamera: 2.0 megapixel
- Memoria: 21 MB espandibile fino a 2 GB con MicroSD
- Bluetooth, Infrarossi e USB